# アンドレア・ライズボロー
アンドレア・ルイーズ・ライズボロー（Andrea Louise Riseborough, 1981年10月27日 - ）は、イングランドの女優。

## 生い立ち
1981年10月27日、ウィットリー・ベイで中流家庭に生まれる。幼少期より演劇を好み、17歳でインデペンデント・スクールを中退して王立演劇学校に進んだ。

## キャリア
王立演劇学校在学中に3度テレビドラマに出演。2005年に卒業後、『A Brief History of Helen of Troy』で2005年シアターゴーアーズ・チョイス・アワードの新人賞にノミネートされた。2006年に出演したロイヤル・シェイクスピア・カンパニー公演のストリンドベリ作『令嬢ジュリー』とシェイクスピア作『尺には尺を』の演技によりイアン・チャールソン賞を授与される。
テレビでは2008年にチャンネル4で放送された『The Devil's Whore』で王立テレビジョン協会賞を受賞。若きサッチャーを演じた2009年のBBCのテレビ映画『マーガレット・サッチャー〜政界を夢見て〜』では英国アカデミー・テレビジョン賞の女優賞にノミネートされた。2009年には両作品の演技で放送記者協会賞を受賞している。
映画ではマイク・リー監督の『ハッピー・ゴー・ラッキー』(2008年) やカズオ・イシグロ原作の『わたしを離さないで』(2010年) などに出演。2010年に出演した『ブライトン・ロック』では第13回英国インディペンデント映画賞の主演女優賞と新人賞にノミネートされた。その後マドンナが監督した『ウォリスとエドワード 英国王冠をかけた恋』(2011年) ではウォリス・シンプソンを演じた。2012年に出演した『シャドー・ダンサー』では再び英国インディペンデント映画賞の主演女優賞にノミネートされ、受賞を果たした。2013年には『ビトレイヤー』、『Disconnect』、『オブリビオン』、『Hidden』に出演し、ジェームズ・マカヴォイ、アレクサンダー・スカルスガルド、トム・クルーズらと共演している。
2014年にはアレハンドロ・ゴンザレス・イニャリトゥが監督する『バードマン あるいは（無知がもたらす予期せぬ奇跡）』に出演した。作品は第87回アカデミー賞で作品賞を受賞した。
2017年にはビリー・ジーン・キングとボビー・リッグスの有名な男女対抗試合(The Battle of the Sexes)を描いた伝記映画の『バトル・オブ・ザ・セクシーズ』に出演し、エマ・ストーン演じるキングの恋人を演じた。さらに、『スターリンの葬送狂騒曲』でヨシフ・スターリンの娘スヴェトラーナ・アリルーエワを演じた。

## 私生活
モデル兼ストリート・アーティストのアメリカ人ジョー・アペルと交際している。

## 主な出演作品

### 映画
| 年   | 邦題/原題                                                             | 役名                             | 備考                 |
| ---- | --------------------------------------------------------------------- | -------------------------------- | -------------------- |
| 2006 | ヴィーナス Venus                                                      | 女優                             |                      |
| 2007 | Magicians                                                             | ダニー                           |                      |
| 2008 | ハッピー・ゴー・ラッキー Happy-Go-Lucky                               | ドーン                           |                      |
| 2009 | Mad Sad & Bad                                                         | ジュリア                         |                      |
| 2010 | ファクトリー・ウーマン Made in Dagenham                               | ブレンダ                         |                      |
| 2010 | わたしを離さないで Never Let Me Go                                    | クリッシー                       |                      |
| 2010 | ブライトン・ロック Brighton Rock                                      | ローズ                           |                      |
| 2011 | Resistance                                                            | サラ                             |                      |
| 2011 | ウォリスとエドワード 英国王冠をかけた恋 W.E.                          | ウォリス・シンプソン             |                      |
| 2012 | シャドー・ダンサー Shadow Dancer                                      | コレット・マクヴィー             |                      |
| 2012 | ディス/コネクト Disconnect                                            | ニーナ・ダンハム                 |                      |
| 2013 | ビトレイヤー Welcome to the Punch                                     | サラ・ホークス                   |                      |
| 2013 | オブリビオン Oblivion                                                 | ヴィクトリア                     |                      |
| 2014 | バードマン あるいは（無知がもたらす予期せぬ奇跡） Birdman             | ローラ                           |                      |
| 2014 | The Silent Storm                                                      | エイスリン                       |                      |
| 2015 | Hidden                                                                | クレア                           |                      |
| 2016 | ノクターナル・アニマルズ Nocturnal Animals                            | アレッシア                       |                      |
| 2016 | Shepherds and Butchers                                                | カスリーン                       |                      |
| 2016 | マインドホーン Mindhorn                                               | エレーナ・べインズ刑事           | 日本劇場未公開       |
| 2017 | スターリンの葬送狂騒曲 The Death of Stalin                            | スヴェトラーナ・アリルーエワ     |                      |
| 2017 | バトル・オブ・ザ・セクシーズ Battle of the Sexes                      | マリリン・バーネット             |                      |
| 2018 | マンディ 地獄のロード・ウォリアー Mandy                               | マンディ・ブルーム               |                      |
| 2018 | ナンシー Nancy                                                        | ナンシー・フリーマン             | 兼製作               |
| 2018 | バーデン Burden                                                       | ジュディ                         |                      |
| 2019 | ニューヨーク 親切なロシア料理店 The Kindness of Strangers             | アリス                           |                      |
| 2020 | ザ・グラッジ 死霊の棲む屋敷 The Grudge                                | マルドゥーン刑事                 |                      |
| 2020 | ポゼッサー Possessor                                                  | ターシャ・ヴォス                 |                      |
| 2021 | ルイス・ウェイン 生涯愛した妻とネコ The Electrical Life of Louis Wain | キャロライン・ウェイン           |                      |
| 2022 | Please Baby Please                                                    | スーズ                           |                      |
| 2022 | To Leslie トゥ・レスリー To Leslie                                    | レスリー                         | 兼製作総指揮         |
| 2022 | アムステルダム Amsterdam                                              | ベアトリス・ファンデンフーヴェル |                      |
| 2022 | マチルダ・ザ・ミュージカル Matilda                                    | ワームウッド夫人                 | ポストプロダクション |
| TBA  | Geechee                                                               | Wren                             | ポストプロダクション |
| TBA  | Lee                                                                   | オードリー・ウィザーズ           | 撮影中               |

### テレビ
| 年   | 邦題/原題                                                           | 役名                             | 備考                             |
| ---- | ------------------------------------------------------------------- | -------------------------------- | -------------------------------- |
| 2005 | ドクター・マーティン Doc Martin                                     | サマンサ                         | 計1話出演                        |
| 2008 | ビーイング・ヒューマン Being Human                                  | アニー                           | 計1話出演                        |
| 2008 | マーガレット・サッチャー ～政界を夢見て～ The Long Walk to Finchley | マーガレット・サッチャー         | テレビ映画                       |
| 2016 | BLOODLINE ブラッドライン Bloodline                                  | エヴァンジェリン・ラドセヴィッチ | 計8話出演                        |
| 2017 | ブラック・ミラー Black Mirror                                       | ミア・ノーラン                   | 第4シーズン第3話「クロコダイル」 |
| 2018 | Waco                                                                | ジュディ・シュナイダー           | ミニシリーズ、計6話出演          |
| 2020 | ZeroZeroZero 宿命の麻薬航路 ZeroZeroZero                            | エマ・リンウッド                 | 計8話出演                        |